# Luís Caetano Pereira Guimarães Júnior

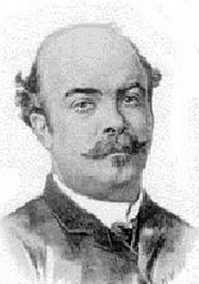
Foto de Luís Caetano Pereira Guimarães Júnior.

Luís Caetano Pereira Guimarães Júnior (Río de Janeiro, 17 de febrero de 1845 — Lisboa, 20 de mayo de 1898) diplomático, poeta, novelista y dramaturgo brasileño. 
Se licenció en la Faculdade de Direito do Recife en 1869, en la clase de Araripe Júnior. Su obra evolucionó del Romanticismo al Parnasianismo. Como diplomático, estuvo en Santiago de Chile, Roma y Lisboa, donde acabó estableciéndose y haciendo amistad con intelectuales como Eça de Queirós, Ramalho Ortigão, Guerra Junqueiro o Fialho de Almeida. Fue miembro fundador de la Academia Brasileira de Letras.

## Obras
- Lírio branco, novela (1862);
- Uma cena contemporânea, teatro (1862);
- Corimbos, poesía (1866);
- A família agulha, novela (1870);
- Noturnos, poesía (1872);
- Filigranas, ficción (1872);
- Sonetos e rimas, poesía (1880);
- As quedas fatais, teatro;
- André Vidal, teatro;
- As jóias indiscretas, teatro;
- Um pequeno demônio, teatro;
- O caminho mais curto, teatro;
- Os amores que passam, teatro;
- Valentina, teatro;
- A alma do outro mundo, teatro (1913).

- Datos: Q3268169